# Nicole Tagnon
Pour les articles homonymes, voir Tagnon.
Nicole Tagnon est une joueuse d'échecs française née le 20 février 1950 à Paris. Elle fut pendant près de dix ans une des  deux meilleures françaises et représenta la France lors de sept olympiades de 1976 à 1992.

## Biographie et carrière
Nicole Tagnon remporta la médaille d'argent au championnat de France d'échecs féminin en 1976, 1977, 1983 et 1991, et la médaille de bronze en 1975, 1981 (à égalité de points avec la première) et 1986.
En 1987, elle termina troisième ex æquo du tournoi zonal de Budel (Pays-Bas) faisant partie du cycle de sélection du championnat du monde d'échecs féminin 1987-1988.
Nicole fut classée première joueuse française au classement mondial de la FIDE en 1979, 1981, 1982, 1983, 1984, en juillet 1988 et juillet 1989.
Elle a le titre de maître FIDE féminin depuis 1983 et était la seule Française à avoir reçu ce titre jusqu'en 1985.

## Compétitions par équipe
Nicole Tagnon a représenté le France lors de sept olympiades féminines de 1988 à 1988, jouant au premier échiquier de l'équipe de France en 1982 et 1988.